# Wilhelm Liese

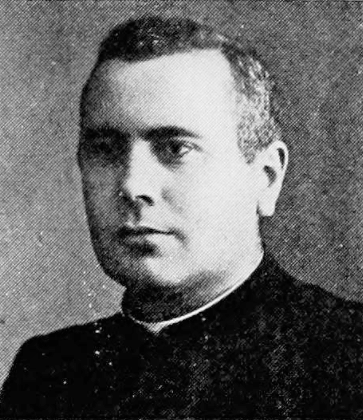
Wilhelm Liese (vor 1917)

Wilhelm Liese (* 27. April 1876 in Würdinghausen; † 19. März 1956 in Paderborn) war deutscher katholischer Priester, Schriftsteller, Redakteur und Archivar.

## Herkunft
Wilhelm Liese stammt aus einer alteingesessenen Familie aus der Ortschaft Würdinghausen in der Gemeinde Kirchhundem. Die Familie lässt sich dort seit der ersten Hälfte des 16. Jahrhunderts nachweisen. Seine Großmutter väterlicherseits war eine Schwester des bedeutenden Hofgerichtsadvokaten Johann Friedrich Joseph Sommer aus Kirchhundem. Wilhelm Liese war das zweite von sieben Kindern.

## Werdegang
Wilhelm Liese besuchte zunächst die Volksschule in Kirchhundem. Im Alter von acht Jahren zog er zu Verwandten mütterlicherseits nach Letmathe (heute Stadt Iserlohn), wo er eine bessere schulische Ausbildung erhielt. Daraufhin besuchte er die Rektoratschule in Rüthen und später das Gymnasium in Paderborn. Nach bestandenem Abitur absolvierte er ein Studium der Philosophie und Theologie in Paderborn, Bonn, Münster und Innsbruck. Am 14. August 1899 empfing er in Dom zu Paderborn das Sakrament der Priesterweihe; seine Primiz feierte er am 18. August 1899 in Kirchhundem. Wegen eines Gehörleidens musste er die sich anschließende seelsorgliche Tätigkeit in Bochum aufgeben. Er ging nach Freiburg im Breisgau, um seine theologischen Studien fortzusetzen. Im Februar 1902 wurde er zum Doktor der Theologie promoviert.

## Wirken
Nach 1900 wurde Wilhelm Liese zu einem der engsten Vertrauten und Mitarbeiter des Präsidenten des Caritasverbandes Prälat Lorenz Werthmann. Von 1903 bis 1928 war er Schriftleiter für die Zeitschriften Caritas und Caritas-Stimmen. 1906 wurde der Gründer der Zeitschrift „Die Heilsarmee“, die er bis 1931 betreute. 1903 wurde Wilhelm Liese nach Paderborn zurückberufen. An der dortigen Universität hielt er Vorlesungen über die Caritas; 1905 verlegte er seinen Wohnort wiederum nach Freiburg und blieb dort bis 1929, als er endgültig nach Paderborn zurückkehrte. In den 20er Jahren wohnte er in Freiburg in der Oberrieder Straße 17. Für seine Verdienste erhielt er 1924 die Ernennung zum Päpstlichen Geheimkämmerer. 1910 bekam er den Lehrauftrag für Sozialwissenschaften. 1914 erhielt er den Titel Professor. Von 1910 bis 1914 hatte er die Leitung des Verbandes Arbeiterwohl mit Sitz in Mönchengladbach. Zugleich übernahm er die Schriftleitung der Zeitschrift „Frauenwirtschaft“. Wilhelm Liese war Mitbegründer der Wirtschaftlichen Frauenschule in Borchen. Seine zweibändige Geschichte der Caritas von 1922 gilt immer noch als „Standardwerk der Geschichte der Caritas“.

## Schriften
Wilhelm Liese ist mit zahlreichen Veröffentlichungen in Erscheinung getreten. Davon sind folgende besonders hervorzuheben:
- Handbuch des Mädchenschutzes: Insbesondere für Priester und Mitglieder charitativer Vereine. Charitasverband für das katholische Deutschland, Freiburg im Breisgau 1904.
- Das hauswirtschaftliche Bildungswesen in Deutschland. Hrsg. vom Verband für soziale Kultur und Wohlfahrtspflege (Arbeiterwohl). Volksvereinsverlag, Mönchengladbach 1905.
- Wohlfahrtspflege und Caritas im Deutschen Reich, Deutsch-Österreich, der Schweiz und Luxemburg. Mit einem Ortskataster und alphabetischem Register der einschlägigen katholischen Einrichtungen. Volksvereinsverlag, Mönchengladbach 1914.
- Geschichte der Caritas. 2 Bände. Caritasverlag, Freiburg im Breisgau 1922.
- Geschichte der Pfarrei Kirchhundem und ihrer Tochterpfarreien Altenhundem, Heinsberg, Kohlhagen. Bonifacius-Druckerei, Paderborn 1920.
- Necrologium Paderbornense. Totenbuch Paderborner Priester (1822–1930). Junfermann, Paderborn 1934.